# Α-碳原子

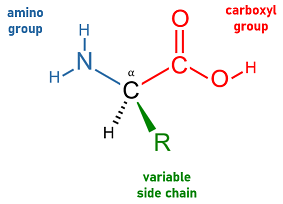
L-α-氨基酸的一般结构（中性，未电离形式）

苄丙酮键线式中的α与β碳原子

α-碳原子（α-carbon）或α-碳，是指与官能团相邻的碳原子。例如：一級醇的官能团为羟基，和羟基相连的碳就是α碳原子，再後面的碳稱為β碳原子:95，其他的碳原子會依希臘字母的順序來命名。又如：L-α-氨基酸的官能团为羧基，和羧基相连的碳就是α碳原子，由于其氨基亦直接连结α碳，因而命名α氨基酸。
上述的名稱也可以延用到和碳原子連結的氫原子，像α碳原子上的氫即為α氫原子，β碳原子上的氫即為β氫原子，以此類推。
此命名方式和IUPAC命名法不太相容，後者鼓勵用數字來識別碳原子，而不是用希臘字母，不過用希臘字母識別仍相當受歡迎，因為它可以識別碳原子和官能团的相對位置。
若有機化合物不止一個官能基，一般會以決定化合物名稱或分類的官能基來作為參考的官能基，不過有可能會造成誤解。例如Β-硝基苯乙烯和苯乙胺結構相当類似，前者可以還原為後者，不過硝基苯乙烯的α碳是在苯乙烯旁，而苯乙胺相同位置的碳則稱為β碳，因為苯乙胺是胺類，因此從另一頭開始計算碳原子的順序。

硝基苯乙烯
苯乙胺

## 例子

丁酸的键线式，其中有列出α碳、β碳和γ碳

### 蛋白質及胺基酸
α碳也適用在蛋白質及胺基酸上，是指羰基碳之前的主幹碳原子，因此一般蛋白質主幹上的順序為氮原子、α碳、羰基碳、氮原子、α碳、羰基碳……等順序。α碳是不同的取代基加到胺基酸上的位置，也就是說加在α碳原子上的官能基決定胺基酸的特性。因此除了甘氨酸以外，其他所有胺基酸的α碳都為立體中心，而除了甘氨酸外的所有胺基酸都有β碳。
胺基酸的α碳對蛋白質摺疊很重要。當描述蛋白質（是一長串的胺基酸），會將胺基酸中α碳的位置視為胺基酸的位置。一般而言，相鄰胺基酸的α碳距離約3.8 埃（380 皮米）。

### 烯醇及烯醇負離子
α碳在烯醇及烯醇負離子為基礎的羰基化學中很重要。一般來說，烯醇或烯醇負離子的化學變化會讓α碳原子成為親核劑，例如在一級鹵代烷烴存在的條件下被烷基化。不過和烷基氯硅烷或是烷基溴硅烷、烷基碘硅烷反應時例外，這時氧原子為親核劑，最後產生烯醇硅醚。